# Nautile

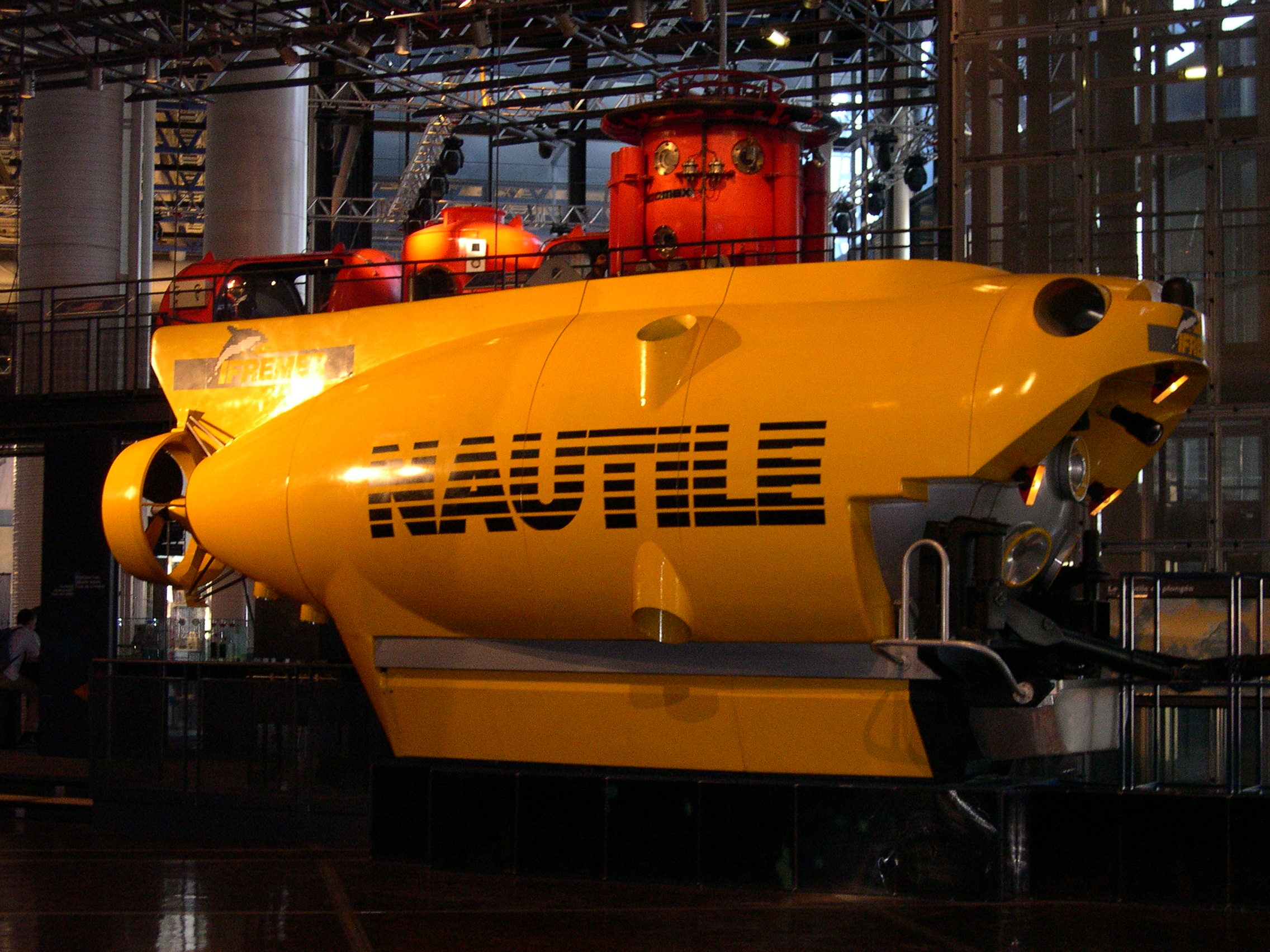
Tiefseetauchboot Nautile

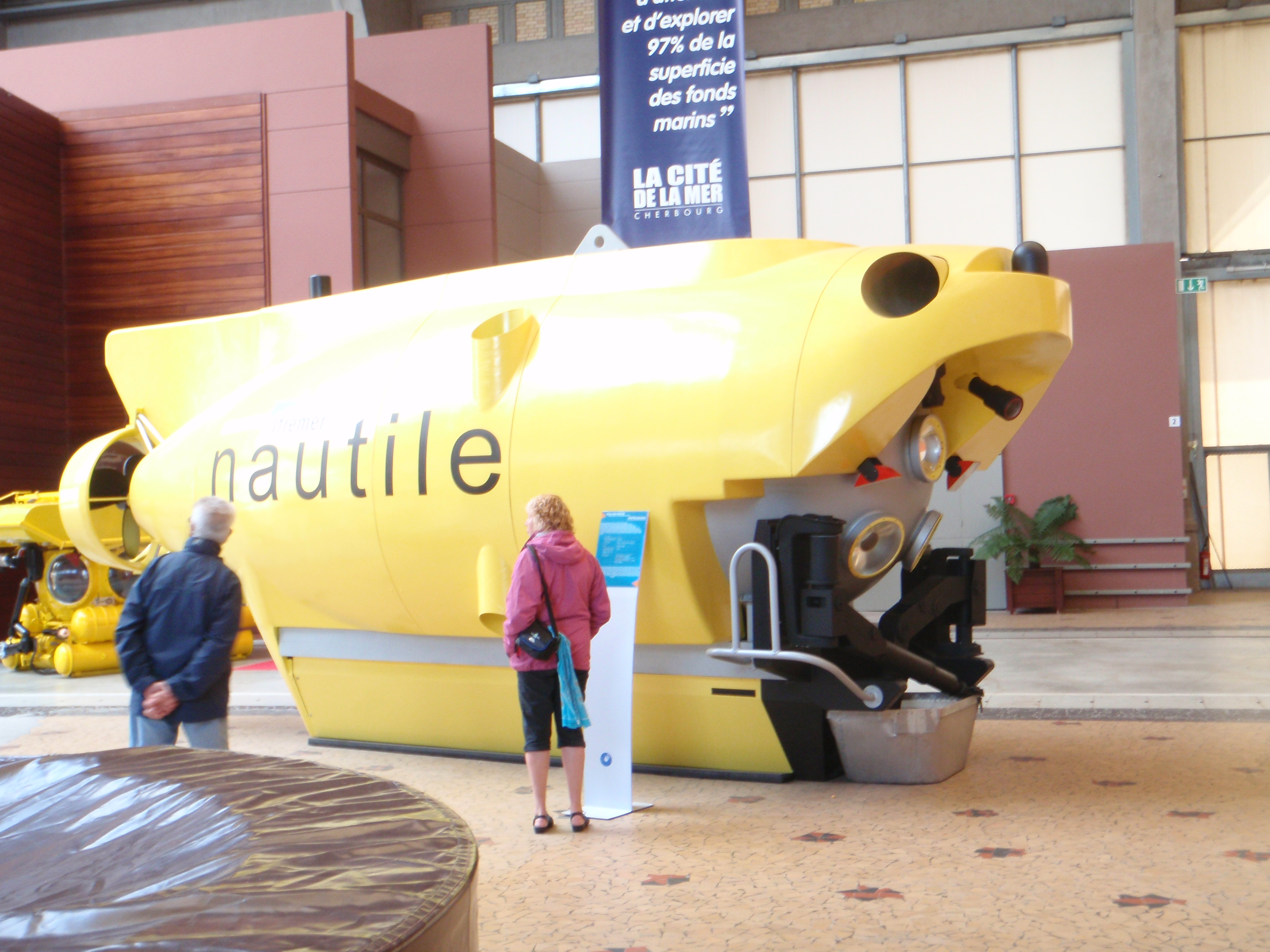
Tiefseetauchboot Nautile

Die Nautile ist ein bemanntes Tiefsee-U-Boot des französischen Forschungsinstituts für Meereskunde Ifremer. Es kann bis zu einer Tauchtiefe von 6000 m eingesetzt werden, was ihm ermöglicht, 97 % des Meeresbodens zu erkunden. Seit seiner Indienststellung im Jahr 1984 hat es ca. 1500 Tauchgänge durchgeführt.

## Technische Daten
Die Nautile ist ein Miniatur-U-Boot in Bathyscaph-Bauweise für drei Mann Besatzung. Das 19,5 Tonnen schwere, größtenteils aus Titan gefertigte U-Boot ist 8 m lang, 2,7 m breit und 3,8 m hoch, der Innendurchmesser beträgt 2,1 m. Drei Bullaugen mit einem Durchmesser von 12 cm ermöglichen gute Rundumsicht. Das U-Boot verfügt über Bleiakkus mit einer Kapazität von 37 kWh (für 230 V) und 6,5 kWh (28 V). Der Antrieb erfolgt über einen Hauptrotor, die Maximalgeschwindigkeit beträgt 1,7 Knoten. Die Reichweite unter Wasser liegt bei 7,5 Kilometern, die maximale Einsatzdauer beträgt fünf Stunden. Drei Hilfsrotoren ermöglichen eine genaue Positionierung unter Wasser.
Ein Sonarsystem ermöglicht die Erkundung der Umgebung. Positioniersysteme sowohl im U-Boot wie auch oberhalb der Wasseroberfläche ermöglichen eine genaue Positionsbestimmung. Eine Reihe von Sensoren zeichnet ständig Tauchtiefe, Wassertemperatur, Geschwindigkeit, Fahrtrichtung sowie die Uhrzeit auf. Die Nautile ist mit zwei Fotokameras, zwei Videokameras und sieben Scheinwerfern ausgestattet. Zwei Roboterarme, mit einem Saugnapf, einer Schaufel und einer Greifvorrichtung, ermöglichen Manipulationen unter Wasser. Auf Wunsch kann das U-Boot anstelle des Sammelkorbs mit dem Spezialroboter ROBIN, einer angekoppelten, ferngesteuerten Videokamera oder anderer Spezialausrüstung ausgestattet werden. Die Nautile kann acht Stunden unter Wasser bleiben; es existiert ein Notsystem, das ein Überleben der Besatzung für weitere 120 Stunden sicherstellt.

## Verwendung
Die Nautile wird von den französischen Forschungsschiffen Nadir, L’Atalante und Pourquoi Pas ? aus eingesetzt. Sie wird für wissenschaftliche Erkundungen, von Ölfirmen, vom Militär, zur Wracksuche, für archäologische Forschungsmissionen sowie von Fernsehteams verwendet. Einsatzbeispiele sind:
- die Bergung des Flugzeugwracks von Itavia-Flug 870 im Jahr 1987
- die Erkundung des Wracks der Titanic in mehrmaligen Einsätzen 1987–1996[1]
- die Forschungsmission Guaynaut zu den hydrothermalen Schloten im Guaymas-Becken im Golf von Kalifornien 1991
- die Suche nach Wrack und Flugschreiber von Air-France-Flug 447 im Jahr 2009
- der erste Schritt beim Rückbau des Tiefsee-Neutrinoteleskops ANTARES 2022[2]